# Devoční formule
Devoční formule (z lat. devotio, tj. oddanost, věrnost) je rétorické sebe ponížení. Není součástí klasické rétoriky, ale objevuje se až v pozdní antice, má proto často křesťanský podtext.
V oficiálních, formálních textech úřadů a kanceláří se devoční formule často vyskytují v listinách jako součást intitulace. V případě světských panovníků se jedná o formuli z Boží milosti (lat. dei gratia, případně divina favente clementia, něm. von Gottes Gnaden), kde současně potvrzuje autoritu vydavatele, a u papežů Servus servorum Dei (služebník služebníků Božích), ze které se stal posléze jeden z papežských titulů.
Také v konvenční společenské řeči sloužily formule jako Váš (nejoddanější) služebník k vyjádření stavovsko-sociálního sebepojetí. Zda byla tyto sebeoznačení vážná či jen předstíraná, záviselo případ od případu. Pokorné formule se užívají i dnes, např. moje maličkost, znějí však staromódně či ironicky.
Blízko má k devoční formuli také rétorické captatio benevolentiae, které často slouží básníkovi v prologu či epilogu literárního díla, aby své posluchače či čtenáře ujistil o své nedůstojnosti a dosáhl tak lépe přízně publika.

## Příklady v diplomatice

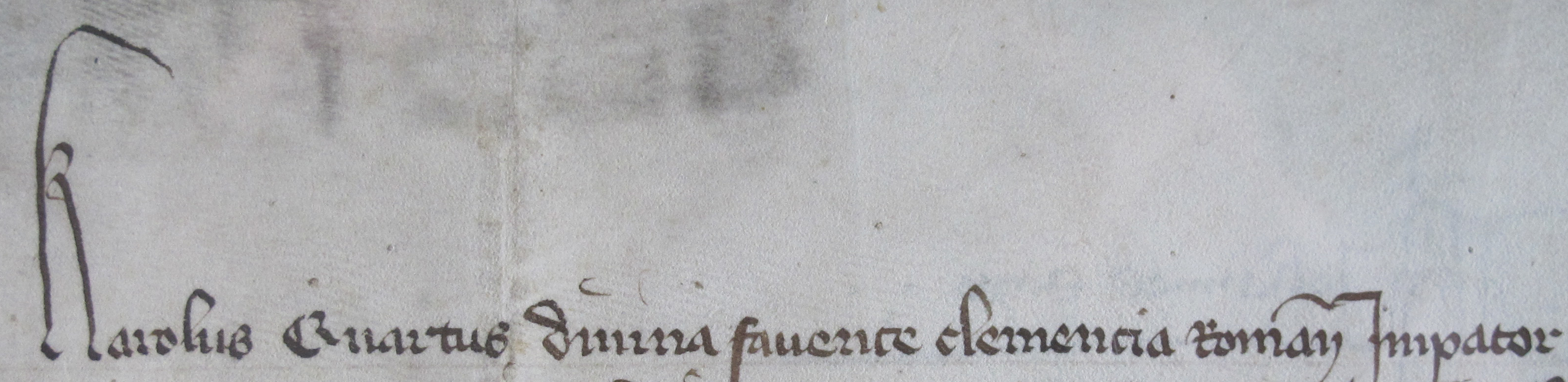
Devoční formule divina favente clementia v listině Karla IV. (1371)
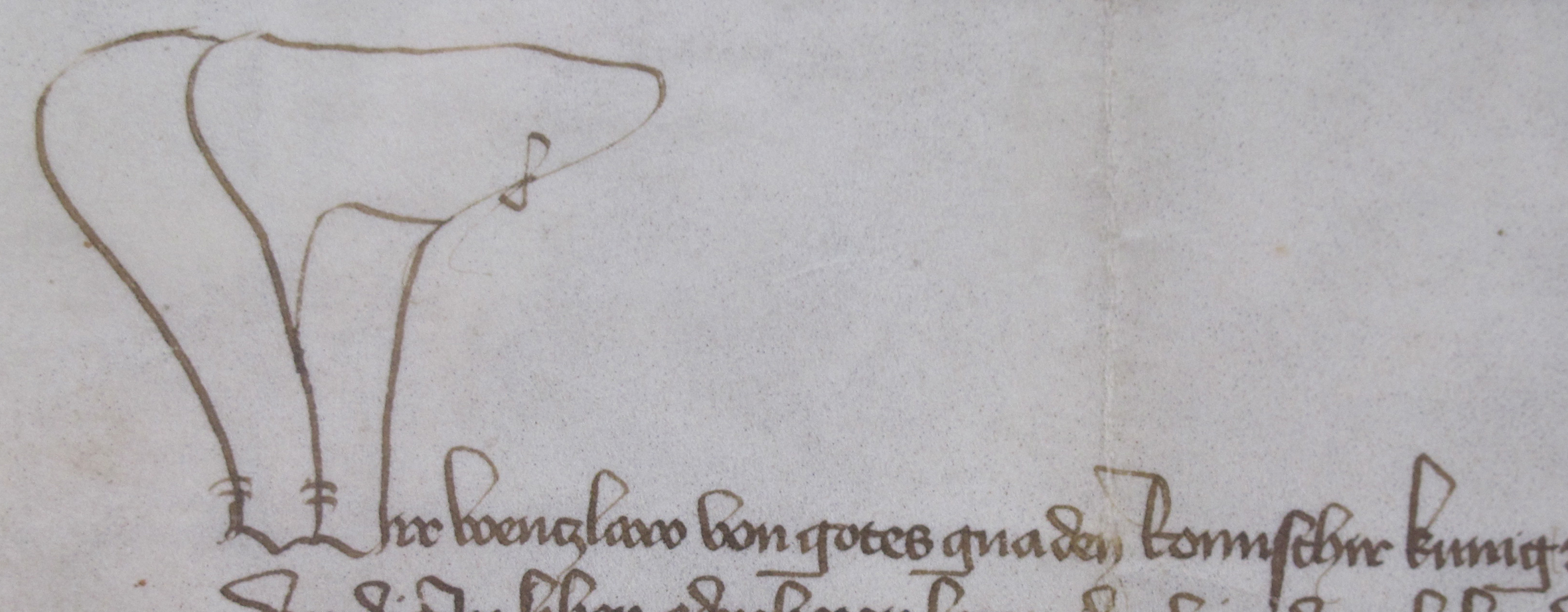
Devoční formule von gotes gnaden v listině Václava IV. (1395)
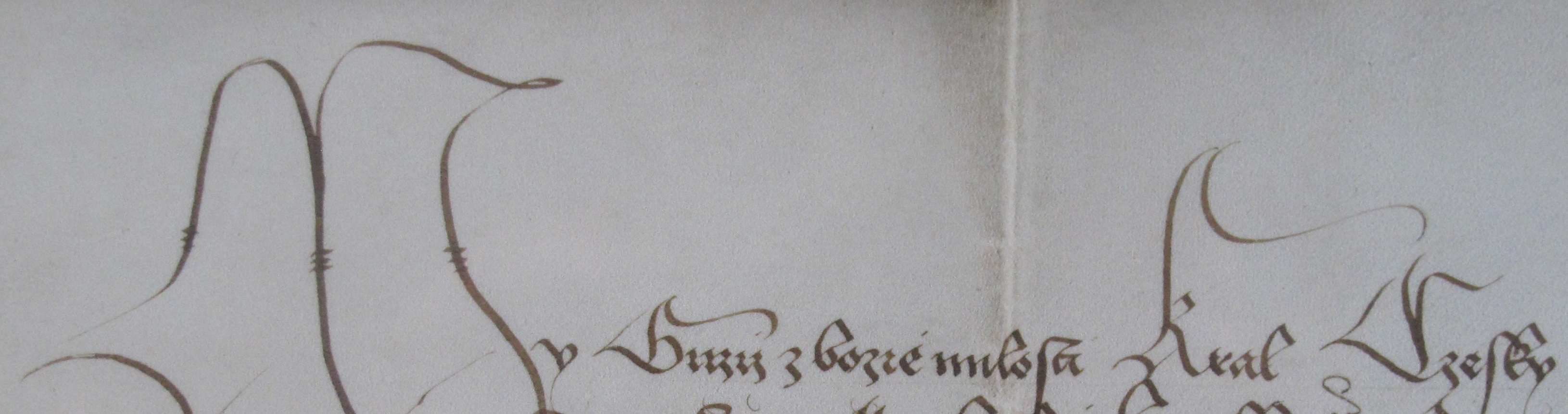
Devoční formule z boží milosti v listině Jiřího z Poděbrad (1467)
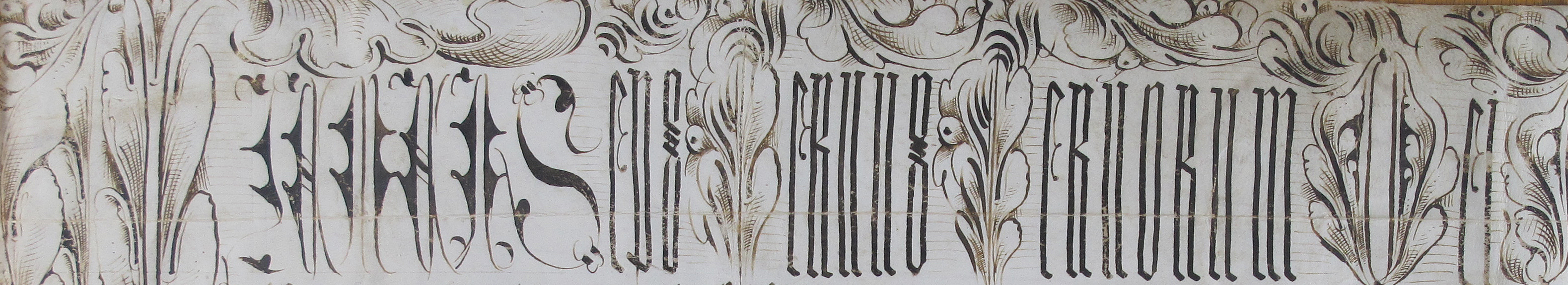
Devoční formule Servus servorum Dei v bule papeže Klementa IX. (1667)